# José Monares Gómez
José Ricardo Monares Gómez (Osorno, 2 de marzo de 1937) es un químico industrial y político demócratacristiano chileno. Hijo de Senén Monares Beltrán y Adela Gómez Álvarez, contrajo matrimonio con María Fanny Santander Quinteros en 1974.

## Biografía
Hizo sus estudios en el Liceo Valentín Letelier y luego en la Universidad Técnica del Estado, donde egresó como químico industrial. Desempeñó su profesión en la Compañía Braden Company de Caletones (1959-1965) llegando a ser presidente del Centro de Caletones y dirigente sindical.

### Actividades políticas
Militante del Partido Demócrata Cristiano, por el cual fue elegido Diputado por la 9.ª agrupación departamental de Rancagua, Caupolicán y San Vicente (1965-1969). Formó parte de la comisión permanente de Minería e Industrias. 
Fue reelecto Diputado por la 9.ª agrupación departamental (1969-1973). En esta oportunidad formó parte de la comisión permanente de Defensa Nacional.
En su tercer período legislativo representó también a Rancagua (1973-1977). Integró la comisión permanente de Deportes. Sin embargo, el Golpe de Estado del 11 de septiembre de 1973 suspendió el Congreso Nacional, terminando sus funciones parlamentarias.
En la actualidad, es miembro del Directorio de ex-Parlamentarios de Chile, como uno de sus fundadores.

## Historial electoral
- Elecciones parlamentarias de 1973 para la 9ª Agrupación Departamental.[1]